# Šenov (ort i Tjeckien)
Šenov är en stad i Tjeckien. Den ligger i den östra delen av landet, 290 km öster om huvudstaden Prag. Šenov ligger 275 meter över havet och antalet invånare är 5 462.
Terrängen runt Šenov är platt.Runt Šenov är det ganska tätbefolkat, med 111 invånare per kvadratkilometer. Närmaste större samhälle är Ostrava, 8,2 km nordväst om Šenov. Runt Šenov är det i huvudsak tätbebyggt.